# Athetesis angulicollis
Athetesis angulicollis là một loài bọ cánh cứng trong họ Cerambycidae.